# Психобиография
Психобиографиите целят да разберат исторически значими индивиди като актьори, политически лидери и така нататък, чрез прилагане на психологически теории и изследвания. Това е всъщност форма на изследване на случай.
Анализът на Да Винчи от Зигмунд Фройд (озаглавен "Един спомен от детството на Леонардо) се смята за първата „модерна“ психобиография. Други примери за такава биография са психоаналитичните биографии на Ганди и Мартин Лутър Кинг на Ерик Ериксън, Бягство от свободата на Ерих Фром, където се разглежда мотивацията и причините за влиянието на масите от водача, Масова психология на фашизма на Вилхелм Райх, психоаналитичните биографии на Химлер, Сталин и Хитлер, направени от Фром в Анатомия на човешката деструктивност, както и докладите на Хенри Мъри и Уолтър Лангер за поведението и предсказването на бъдещите действия на Адолф Хитлер.

## Примери

### На български език
- Ерих Фром, Анатомия на човешката деструктивност, издателство „Захарий Стоянов“, 2003
- Ерих Фром, Бягство от свободата, издателство „Захарий Стоянов“, 2001
- Зигмунд Фройд, „Един спомен от детството на Леонардо“, Издателска къща Български художник, София, 1991

### На други езици
- Erik Erikson, Der junge Mann Luther. Eine psychoanalytische und historische Studie. 1975.
- Erik Erikson, Gandhis Wahrheit. Über die Ursprünge der militanten Gewaltlosigkeit. 1978.
- Wilhelm Reich, Massenpsychologie des Faschismus, 1933
- Elms, Alan (1993). Uncovering Lives. New York: Oxford University Press.
- Ogilvie, Dan (2004). Fantasies of Flight. New York: Oxford University Press.
- Runyan, William (1982). Life Histories and Psychobiography. New York: Oxford University Press.
- Schultz, William Todd (2005). Handbook of Psychobiography. New York: Oxford University Press.
- Safranski, Rudiger. Nietzsche: a Philosophical Biography Granta Books, London, (2002); Vienna, (2000); New York (2002) ISBN 0-393-05008-4
- Waite, Robert G.L. The Psychopathic God: Adolf Hitler. New York: First DaCapo Press Edition, (1993) (orig. pub. 1977). ISBN 0-306-80514-6.